# Sebevraždy ve Francii
Podle informace Světové zdravotnické organizace o spáchaných sebevraždách z roku 2016 se Francie umístila na 48. místě ze 183 uvedených zemí. Také se umístila na druhém místě v počtu sebevražd v západní Evropě. Celková míra sebevražd v roce 2016 činila 12,1 na 100 tisíc obyvatel, z toho 17,9 u mužů a 6,5 u žen. Celková míra sebevražd i míra sebevražd mužů začala po roce 2012 klesat, zatímco míra sebevražd žen začala mírně růst. V roce 2012 činila míra sebevražd celkem 12,3 na 100 tisíc obyvatel — 19,3 u mužů a 6 u žen.
V roce 2009 média věnovala pozornost sebevraždám ve společnosti France Telecom, přičemž některá z nich přičítala vinu restrukturalizaci společnosti po její privatizaci.

## Historie

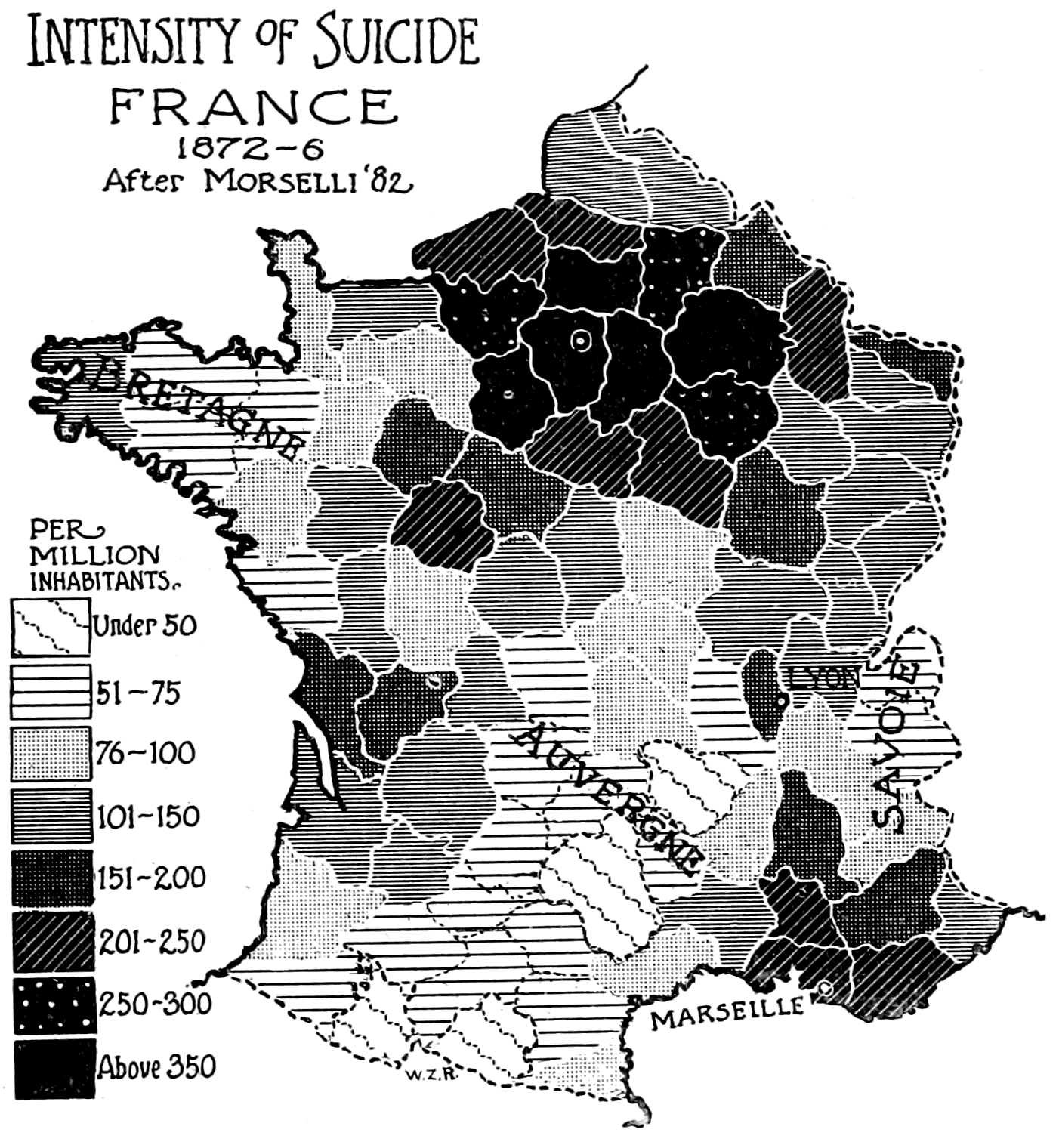
Mapa ukazující míru sebevražd ve Francii, 1872–1876.

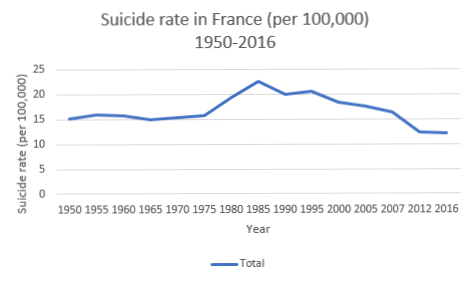
Míra sebevražd ve Francii, 1950–2016

Míra sebevražd začala růst v letech 1975 až 1985 a dosáhla své nejvyšší hodnoty 22,5 na 100 tisíc obyvatel. Poté začala klesat. Míra sebevražd mezi muži v roce 1985 činila 33,1 na 100 tisíc obyvatel.